# Маха одетая
«Ма́ха одетая» (исп. La maja vestida) — картина испанского художника Франсиско Гойи, написанная около 1800—1805 годов.

## История и описание

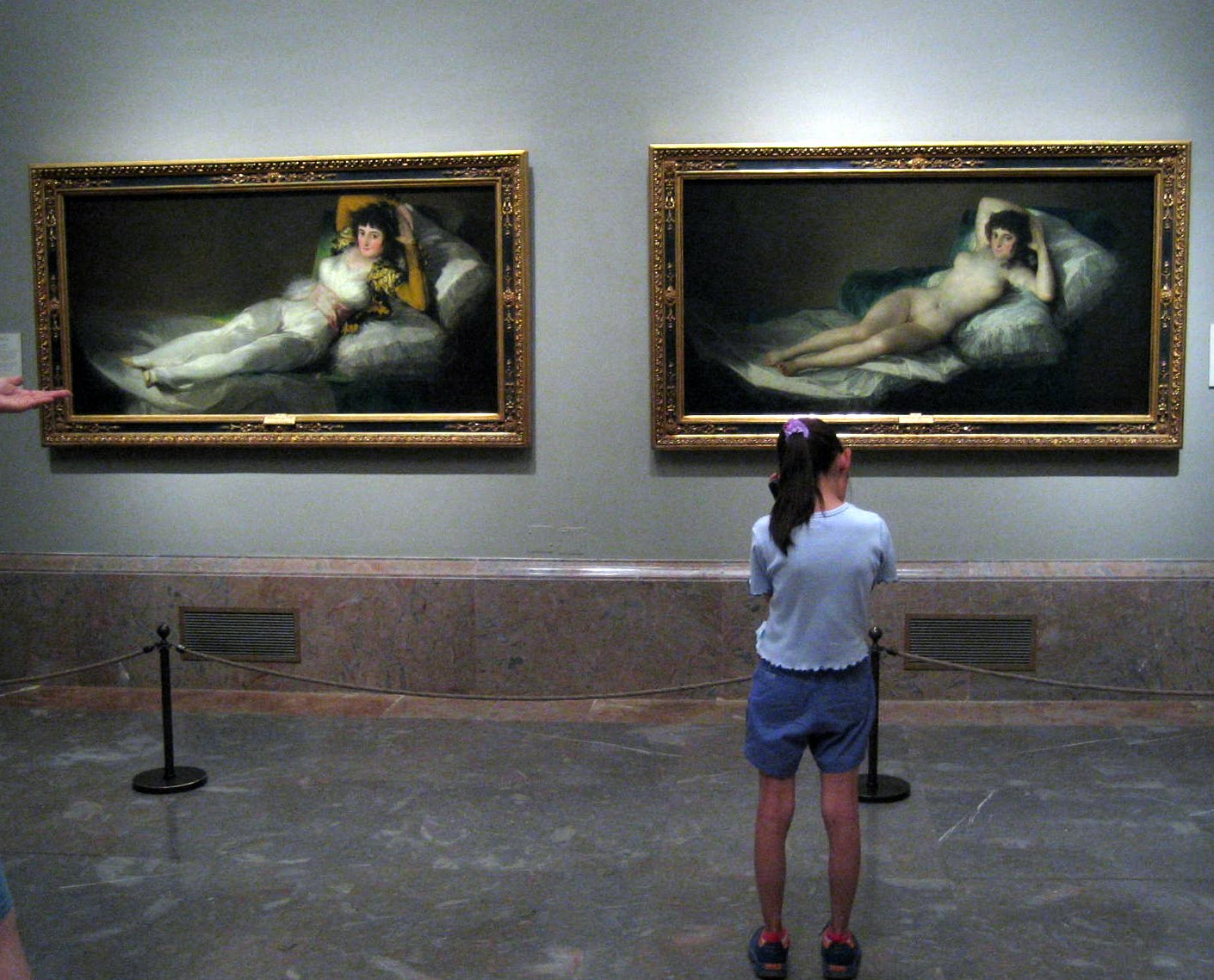
Две Махи в музее Прадо

Считается парной картиной с «Махой обнажённой». Обе картины принадлежали первому министру Испании Мануэлю Годою, известному дамскому угоднику, являясь частью его коллекции обнажённой натуры, причём «Маха обнажённая» была скрыта за «Махой одетой» таким образом, что в любой момент могла быть явлена зрителю с помощью специального механизма. После конфискации коллекции Годоя Испанской инквизицией обе картины хранились в Королевской академии изящных искусств Сан-Фернандо, а с 1901 года экспонируются в музее Прадо рядом друг с другом.
Махами называли испанских горожанок XVIII—XIX веков из низших классов, известных своим щегольством и бурным нравом, однако
первоначально картины назывались «Цыганки», как следует из описи имущества Годоя 1808 года. Ранее считалось, что на картинах изображена Мария Каэтана де Сильва, 13-я герцогиня Альба, однако сейчас искусствоведы считают более вероятным, что моделью послужила Пепита Тудо — любовница и впоследствии жена Годоя.